# 梅克纳乌帕齐拉
梅克纳乌帕齐拉 (英語：Meghna Upazila) 是孟加拉国吉大港专区库米拉县的一个乌帕齐拉
。总面积达98.47平方公里，位于北纬23°34'-23°41'，东经90°38' -90°46'。总人口为96970人，其中男性人口有47716人，女性人口49254人。